# Electric Soul
Electric Soul è il secondo album in studio da solista del cantante inglese Marlon Roudette, pubblicato nel 2014. 

## Tracce
1. America – 3:29
2. Come Along – 3:42
3. When the Beat Drops Out – 3:24
4. Your Only Love – 4:04
5. Runaround – 3:36
6. Body Language – 4:03
7. Better Than Me – 4:00
8. Flicker – 3:42
9. Too Much to Lose – 3:06
10. Hearts Pull – 4:56
11. Three Hearts – 4:09
12. In Luck – 4:05
13. Nice Things – 2:46